# テレジオ
『テレジオ』 (TELEDIO) は、チバテレビでかつて放送されていた音楽番組である。本項では、タイトルに数字が付く『テレジオ5』『テレジオ7』、曜日が付く『テレジオサタデー』『テレジオサンデー』も取り上げる。

## 内容
テレジオ・テレジオ5は主に邦楽、少数であるが洋楽のミュージックビデオを紹介する30分の帯番組（月曜日〜金曜日）であった。テレジオは後に放送日数の削減が行われ、番組末期には曜日時間変更により土曜日のみの放送となっていた。また2000年12月から2004年4月途中の間、坂間恵がナビゲーターを務めた。テレジオサタデー・サンデーと同様の内容（ナビゲーターはなし）で週末に1時間 - 1時間半程度放送する番組であった。テレジオ7は洋楽中心の内容でPV放送の他に本人ゲスト出演やインタビューもあった。
表示がPVの開始時と終了時にアーティスト名・曲名のテロップが出る程度で、他のミュージックビデオ番組に比べて表示がシンプルであった。
リクエストも受け付けており、その方法も葉書・FAX・公式サイトリクエストフォーム・電子メールと多彩であり、選曲に活用されていた（ただし、ランキング形式での放送は行われなかった）。
放送される曲も、番組で用意した放送曲リスト（1990年初旬 - 後半はFAXサービス、それ以降は番組公式サイトにより提供）があり、それによって事前に知ることができた。

## 遍歴
1976年10月に放送開始。19:00-19:45の45分枠で月～木曜日の生放送。司会は吉田裕一と山口順子。1985年頃は吉田裕一、菅原美恵と宮内政樹。（この頃は群馬テレビでも同時ネット）。その後「テレジオ5」となり17時台（17:00-17:30）にて長期間放送（一時期はGYAOになっていた）。2003年4月から「テレジオ」に改題され、放送時間も変更（22:30-23:00、曜日は変わらず）。2004年4月から曜日縮小（木・金・日曜日、放送時間は変わらず）、同年8月から木・日曜日とさらに曜日縮小（放送時間は変わらず）、同年10月からまた変更となり毎週土曜日16:35-17:30と週1回の放送となった（かつてのテレジオサタデーと同時間）。2005年1月2日に特番（24:30-26:00）が行われ、それをもって番組は休止となった。公式サイトでは同年4月にリニューアルして戻ってくる予定が記載されていた。結局その時期には実現されなかったが、「MUSIC 03」がその後身番組として放送された。後々、「MUSIC ZZZ」を経て現在は「ONGAX」が放送されているが、今なら「ONGAX」が「テレジオ」の後身番組と言える。

## 放送スタイル
テレジオ・テレジオ5
- 番組開始
- 放送曲リスト表示
- CM
- ミュージックビデオ放送
  - 最初の方に流れる曲の中には、時々であるが「ビデオレター」と称したアーティストのコメントが入り、その後当人のPVが流れるパターンもあった
- CM
- リクエスト募集告知
- 番組終了

テレジオ7
- 番組開始（「同時ネット GTV群馬テレビ」のテロップが冒頭に出る）
- CM
- ミュージックビデオの放送
- CM
- リクエスト募集告知
- 番組終了

テレジオサタデー
- 前半は主にその時期の新曲PVが流れた
- 後半は特集（一つのアーティストに絞る、テーマに沿った内容等）

テレジオサンデー

## 参考資料外部リンク
- テレジオ公式サイト（インターネットアーカイブ）
- 千葉テレビ公式サイト（旧URL・インターネット・アーカイブ）
- 千葉テレビ公式サイト（現URL・インターネット・アーカイブ）